# Variationsmethode (Quantenmechanik)
Die Variationsmethode ist in der Quantenmechanik ein Näherungsverfahren, um eine obere Schranke für Eigenwerte einer quantenmechanischen Observablen mit diskretem Spektrum zu finden. Eine Verallgemeinerung der Methode führt auf das Min-Max-Prinzip.
Eine verwandte Weiterentwicklung und Anwendung der klassischen Methode sind variierte Quantenalgorithmen (VAQ), um parametrisierte Quantenschaltkreise zu trainieren. Der Ansatz hat das Potential, verschiedene Einschränkungen von Quantencomputern, z. B. Qubits oder Rauschen, zu verbessern.

## Verfahren

### Grundzustand
Das Verfahren basiert darauf, dass der Eigenwert des Grundzustands eine untere Schranke für den Erwartungswert der Messung der Observablen ist: Ist {\displaystyle g_{i}} die Entartung eines Eigenwertes {\displaystyle i}, so lässt sich ein beliebiger Zustand als
{\displaystyle |\psi \rangle =\sum _{i}\sum _{j=1}^{g_{i}}c_{i,j}|\psi _{i,j}\rangle }
schreiben, wobei die {\displaystyle |\psi _{i,j}\rangle } ein vollständiges Orthonormalsystem bilden. Für den Erwartungswert des Zustands bei Messung einer Observablen {\displaystyle H} mit Eigenwerten {\displaystyle E_{i}} gilt dann
{\displaystyle \langle \psi |H|\psi \rangle =\sum _{i}\sum _{j=1}^{g_{i}}E_{i}|c_{i,j}|^{2}\geq E_{0}\sum _{i}\sum _{j=1}^{g_{i}}|c_{i,j}|^{2}=E_{0}\langle \psi |\psi \rangle }.
Es lässt sich demnach eine obere Schranke für {\displaystyle E_{0}} finden, wenn man für eine Schar von Zuständen {\displaystyle |\psi _{\alpha }\rangle } den Erwartungswert berechnet und das Infimum sucht:
{\displaystyle E_{0}\leq \inf _{\alpha }{\frac {\langle \psi _{\alpha }|H|\psi _{\alpha }\rangle }{\langle \psi _{\alpha }|\psi _{\alpha }\rangle }}}.

### Angeregte Zustände
Ist {\displaystyle |\psi _{0}\rangle } die Eigenfunktion zu einem (nicht entarteten) Grundzustand mit Eigenwert {\displaystyle E_{0}}, so lässt sich für einen beliebigen Zustand {\displaystyle |\psi \rangle } schreiben
{\displaystyle H|\psi \rangle =c_{0}E_{0}|\psi _{0}\rangle +\varepsilon |\varphi \rangle },
wo {\displaystyle |\varphi \rangle \perp |\psi _{0}\rangle }. Zerlegt man {\displaystyle |\varphi \rangle } wie oben in Eigenzustände, erhält man unter der Nebenbedingung {\displaystyle \langle \varphi |\psi _{0}\rangle =0}
{\displaystyle E_{1}\leq \inf _{\alpha }{\frac {\langle \varphi _{\alpha }|H|\varphi _{\alpha }\rangle }{\langle \varphi _{\alpha }|\varphi _{\alpha }\rangle }}},
da in der Summe der Wert {\displaystyle i=0} fehlt.
Die Suche nach weiteren Eigenzuständen erfolgt analog, wobei dann unter Orthogonalität zu mehreren Teilräumen, die die niedrigeren Eigenwerte aufspannen, zu minimieren ist.

### Klassiker oder ältere Werke
- P. Gombás: Theorie und Lösungsmethoden des Mehrteilchenproblems der Wellenmechanik. Birkhäuser Basel, Basel 1950, ISBN 978-3-0348-6957-7, doi:10.1007/978-3-0348-6956-0.
- Wolfgang Yourgrau, Stanley Mandelstam: Variational Principles in Dynamics and Quantum Theory. Dover Publications, New York 1979, ISBN 978-0-486-63773-0.